# Sportcentrum Breda
Het gemeentelijk Sportcentrum te Breda, gelegen op hoek van de Claudius Prinsenlaan en de Topaasstraat, is een Nederlands rijksmonument. De bouw van het centrum startte in oktober 1964 en in september 1966 werd het gebouw opgeleverd. De bouw duurde relatief lang omdat bijzondere betonconstructies werden toegepast, iets waardoor het gebouw in 2013 een monumentale status kreeg toegekend via de nationale lijst van 'excellente' monumenten van de wederopbouwperiode (1940-1965; onderdeel: beschermingsprogramma monumenten 1959-1965 ('prille welvaartsstaat')). Hoewel het gebouw pas in 1966 werd opgeleverd, is het toch op de lijst geplaatst daar de bouw voor 1965 was gestart.

## Opbouw
Architect Joost Margry (1922-2015), telg uit het architectengeslacht Margry, heeft zich naar eigen zeggen bij zijn ontwerp laten inspireren door de Italiaanse ingenieur en architect Pier Luigi Nervi (1891-1979), die hij via een contemporaine studie had leren kennen. Nervi was indertijd beroemd geworden door de toepassing van onbehandeld en zichtbaar gemaakt voorgespannen en gewapend beton, waarmee een nieuwe architecturale vormentaal mogelijk werd gemaakt, zoals in het Palazzo dello Sport in Rome (EUR) of het Littorio stadion in Livorno. Het Bredase ontwerp wordt op een vergelijkbare wijze gedomineerd door een opvallende buitenliggende structuur, in dit geval dubbele V-vormige betonspanten met een tussenspant die op tweemaal zeven betonnen kolommen rusten. Aan deze structuur is het dak van het centrum opgehangen teneinde de grote sportzaal van binnen vrij van spanten en kolommen te houden. Een tweede naastliggende kleinere sportzaal kent een vergelijkbare, vereenvoudigde structuur.
In de ontwerpfase bleken rechte liggers met de gewenste doorsnede voor verticale belasting, door de grote overspanning, bij windbelasting onvoldoende sterkte en stijfheid te bieden en daarom is gekozen voor de huidige vorm. Hierbij steunen de liggers elkaar onderling en werd aan de eisen voldaan.
De architectuurgids van de stad Breda geeft de volgende interpretatie: 'Het baksteengebruik en het ruwe beton in combinatie met de glazen voorgevel en de open trappen geven het gebouw een moderne en expressionistische uitstraling. Architect J. Margry lijkt affiniteit te hebben met de architectuur van het New Brutalism [ brutalisme ], de stijl die in de jaren zestig vooral in Engeland opgang maakte.'

## Sloop afgewend
Het sportcentrum stond jaren op de nominatie om afgebroken te worden, omdat het toen qua voorzieningen en sport-maatvoeringen niet meer up-to-date heette te zijn. Uitstel van de nieuwbouw vanwege gebrek aan geld bij de gemeente was in feite de redding van het gebouw, aangezien ondertussen de Rijksdienst voor het Cultureel Erfgoed in Amersfoort de architectonische en constructieve waarde van het gebouw onderkende en op de nieuwe lijst plaatste. In 2012 kreeg het gebouw een opknapbeurt, maar door de nieuwe status van rijksmonument is het gebouw beschermd en zal het conform het oorspronkelijke ontwerp moeten worden onderhouden.
Op enig moment werd het complex door associatie ook wel abusievelijk De Scharen genoemd, vanwege de plaatsing van een kwadrant van vier grote scharen, een kunstwerk van Theo Besemer, die een nabijgelegen grasveld lijken door te knippen.

## Afbeeldingen

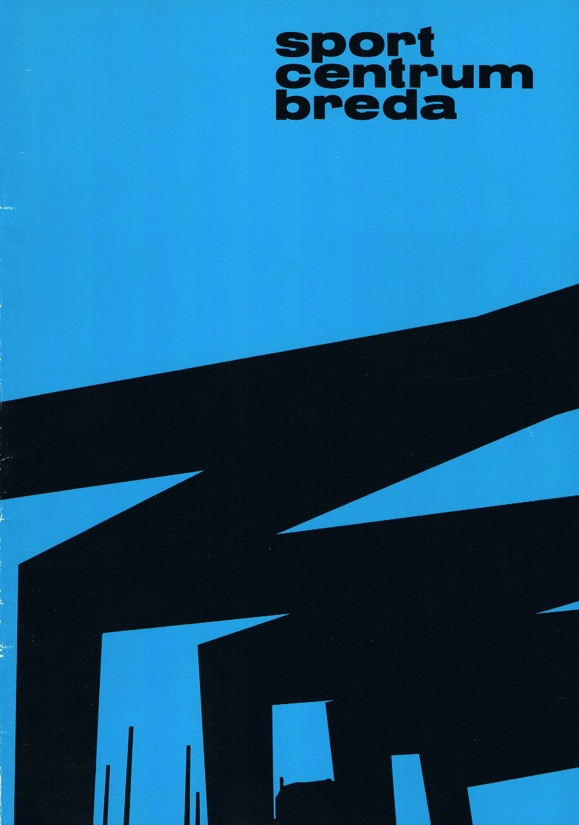
Omslag brochure over het het Sportcentrum Breda, uitgegeven ter gelegenheid van de opening in 1966
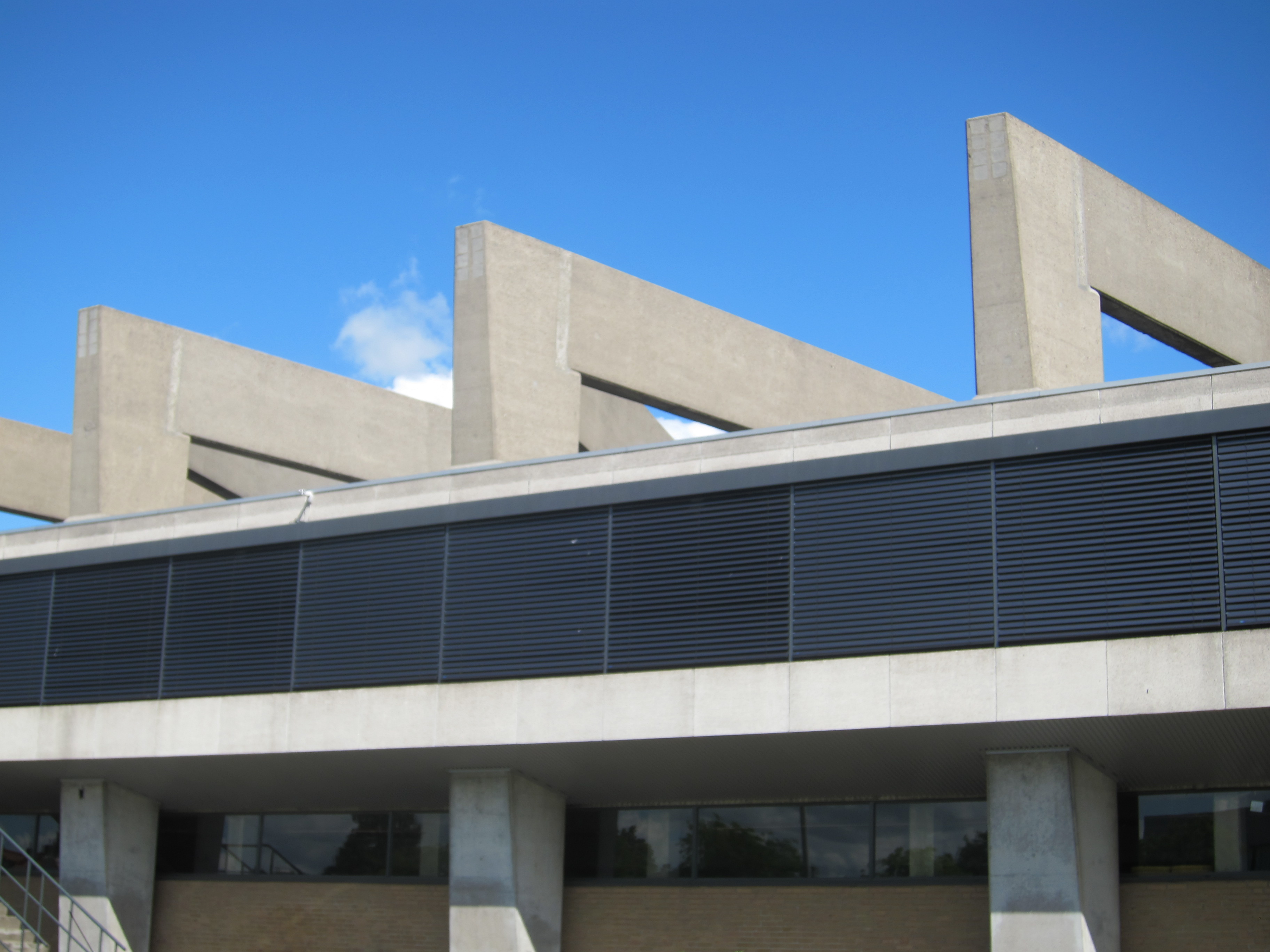
detail van de betonspanten
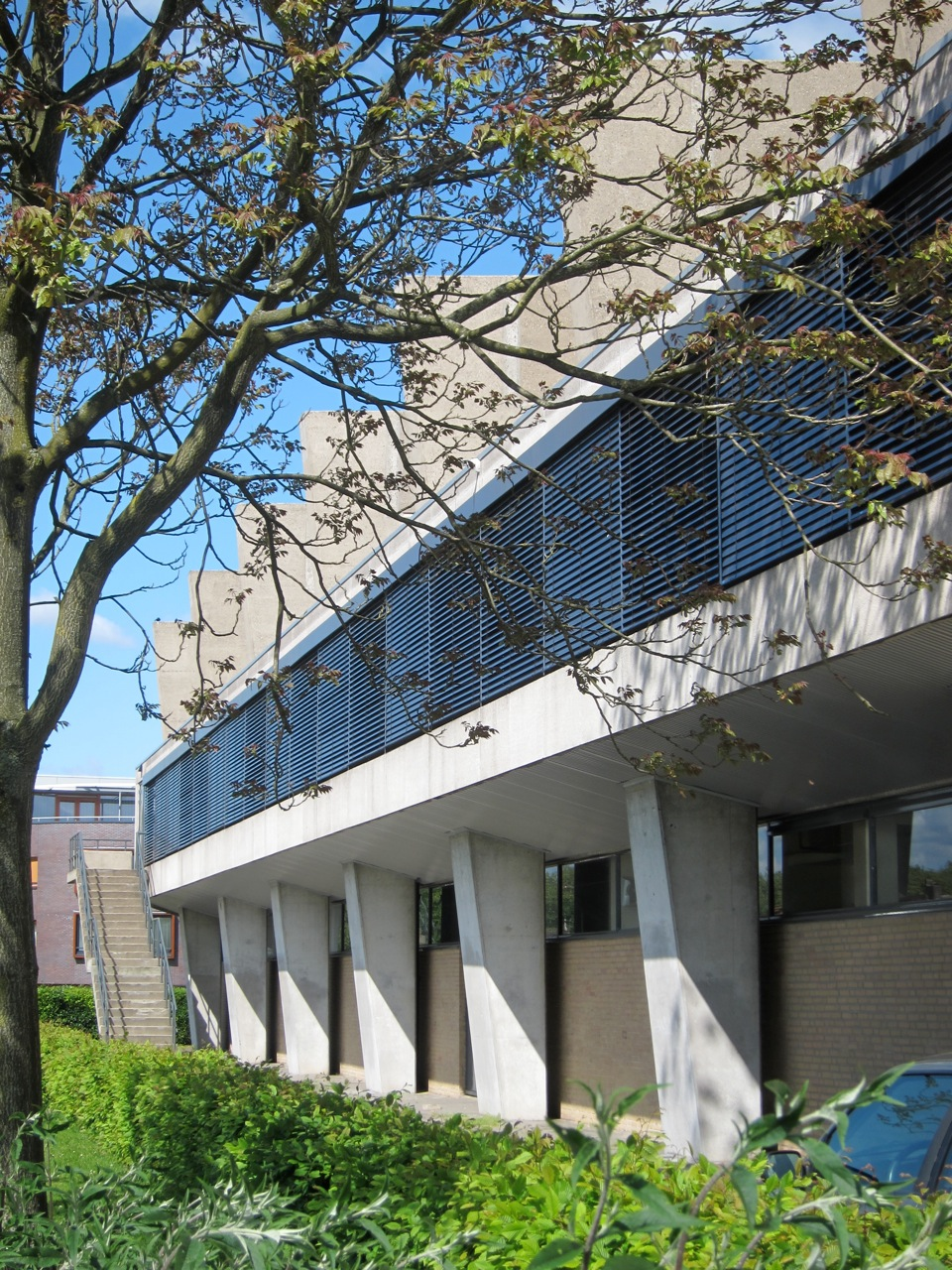
Detail betonkolommen, gaan binnendoor de uitbouw
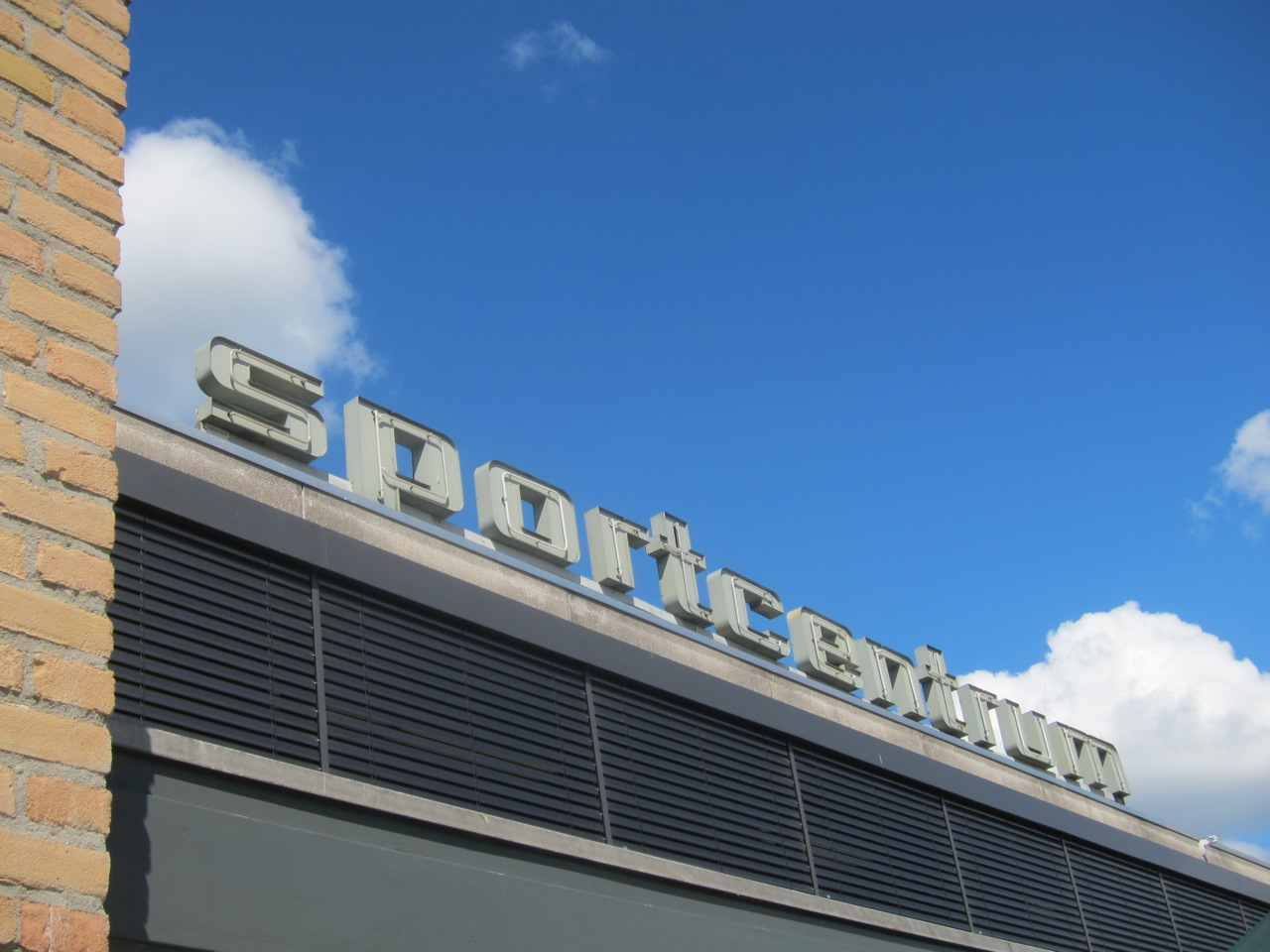
De originele belettering van het Sportcentrum
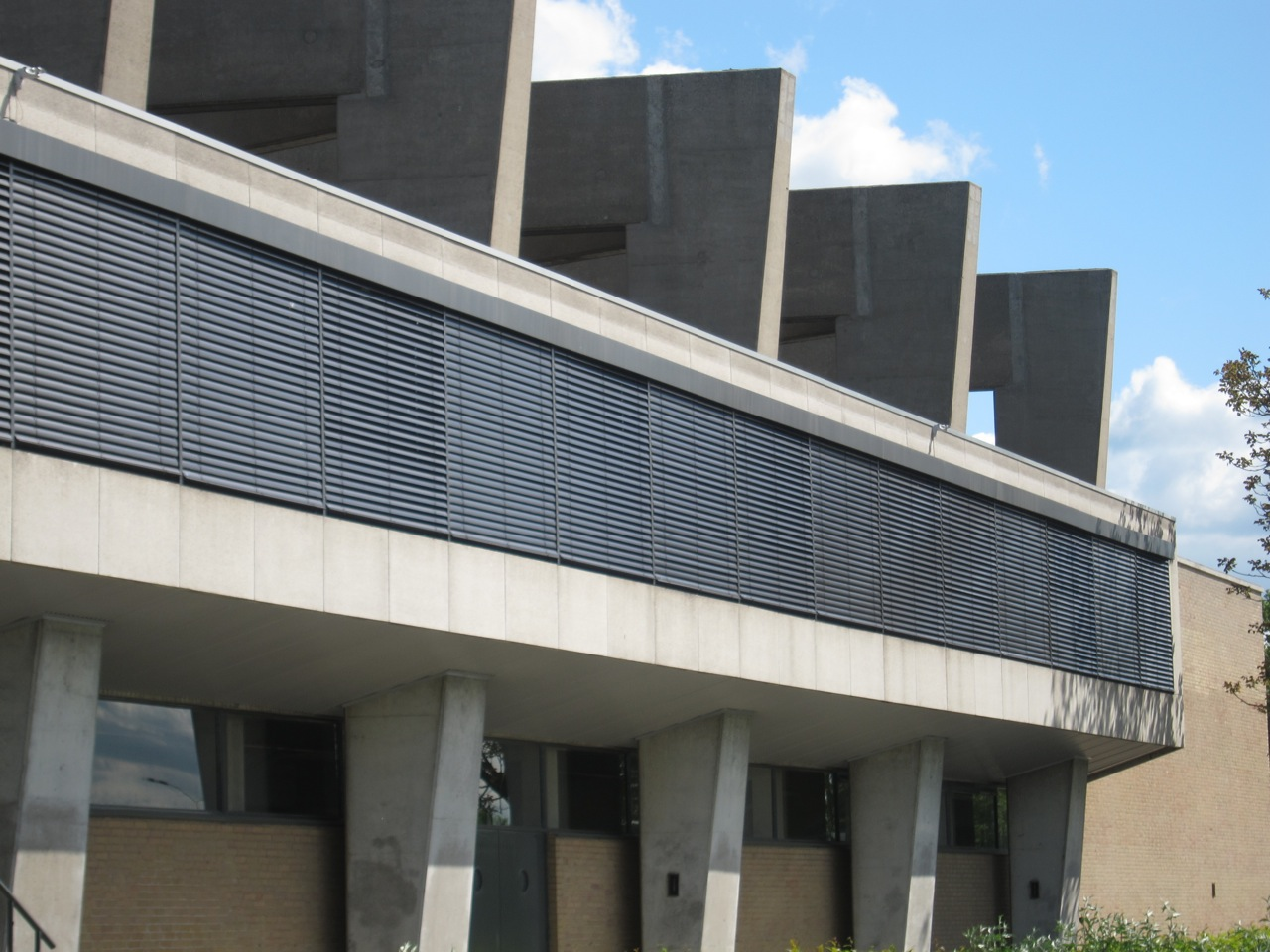
Detail spant-kolom constructie
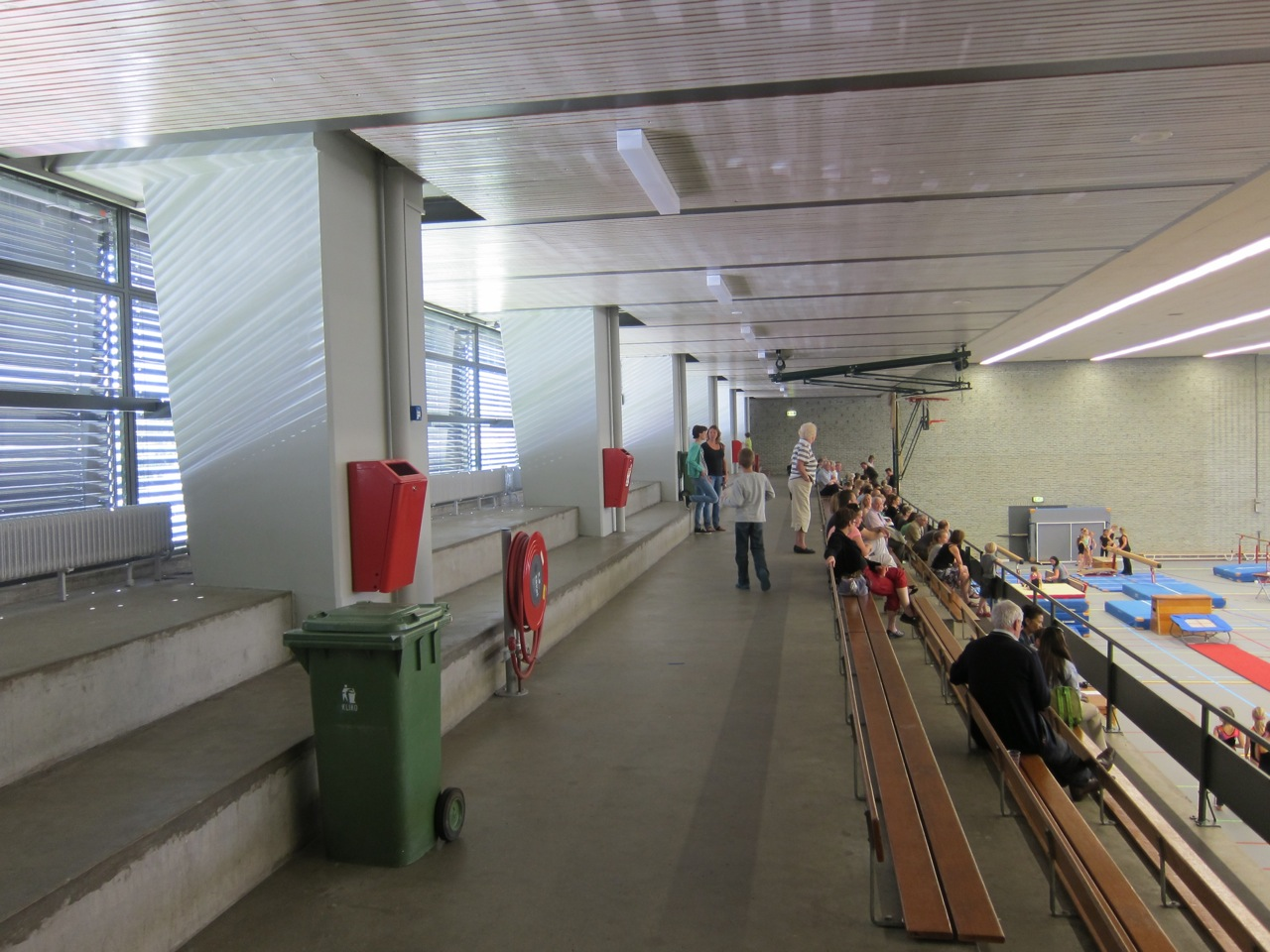
Interieur Sportcentrum: hoofdtribune